# Чжао Лэцзи
Чжао Лэцзи (род. 8 марта 1957, Синин, провинция Цинхай) — китайский политический, партийный деятель, Председатель Постоянного комитета Всекитайского собрания народных представителей с 10 марта 2023 года.
С 2017 года член Посткома Политбюро ЦК КПК, член Политбюро с 2012 года.
В 2017—2022 годах секретарь (глава) Центральной комиссии КПК по проверке дисциплины, в 2012—2017 годах секретарь ЦК и заведующий Организационным отделом ЦК КПК. В 2007—2012 годах глава парткома пров. Шэньси, в 2003—2007 годах глава парткома пров. Цинхай, в 1999—2003 годах губернатор последней. В 1974—1977 и 1980—2007 годах работал в родной пров. Цинхай.
Член КПК с июля 1975 года, член ЦК КПК с 16 созыва, секретарь ЦК и член Политбюро ЦК КПК 18-го созыва, член Посткома Политбюро ЦК КПК 19-го созыва.

## Биография
По национальности ханец.
Изучал философию в Пекинском университете, который окончил после учёбы в 1977—1980 годах. В 2002—2005 годах, без отрыва от работы, обучался в аспирантуре Партийной школы при ЦК КПК — по специальности политология.
В 1995—1997 годах вице-губернатор пров. Цинхай. В 1997—1999 годах глава горкома КПК города Синин, одновременно зам. главы парткома пров. Цинхай. В 1999—2003 годах губернатор пров. Цинхай (на тот момент ему было 42 года и он стал самым молодым губернатором в истории современного Китая). В 2003—2007 годах глава парткома пров. Цинхай (на тот момент стал самым молодым главой провинциального парткома). С 2004 года также пред. ПК СНП этой провинции. В 2007—2012 годах глава парткома КПК пров. Шэньси (сменил находившегося в этой должности десять лет Ли Цзяньго, впоследствии также члена Политбюро 18 созыва), с 2008 года одновременно пред. ПК СНП провинции. Обращают внимание на работавших под его началом в те годы в Шэньси и получивших впоследствии также продвижение Ли Си и Ли Цзиньбинь.
С ноября 2012 по октябрь 2017 года — заведующий Организационным отделом ЦК КПК. Накануне его ухода с последней должности, во время XIX съезда КПК отмечалось, что он может сменить Ван Цишаня в Посткоме Политбюро ЦК КПК 19-го созыва, став его преемником и в должности секретаря (главы) Центральной комиссии КПК по проверке дисциплины — что и произошло. Как отмечал тогда же осведомлённый источник South China Morning Post: «Учитывая возраст Чжао Лэцзи, он может провести два срока в Посткоме Политбюро, [и] его роль в партии будет расти».
С 2017 по 2022 год — секретарь (глава) Центральной комиссии КПК по проверке дисциплины.
Высказывались ожидания, что он также возглавит в марте 2018 года новообразованную Государственную надзорную комиссию (ГНК) КНР (National Supervisory Commission), чего, однако, не произошло — её возглавил его первый по перечислению заместитель в ЦКПД, остающийся в этой должности (также с 2017 года, один из заместителей секретаря ЦКПД с 2014 года) Ян Сяоду.
Возглавлял Центральную руководящую группу по инспекционной работе (Central Leading Group for Inspection Work), перед чем на протяжении пяти лет являлся заместителем Ван Цишаня в этой должности. В марте 2021 года Политбюро ЦК КПК создало группу для задокументирования «великих достижений и исторического опыта вековых усилий КПК», которую возглавил Си Цзиньпин. Ван Хунин и Чжао Лэцзи стали его заместителями.
Выступая на состоявшемся 1 апреля 2013 года семинаре руководителей орготделов КПК Чжао Лэцзи подчеркнул необходимость честной работы чиновников, призвал их к твёрдости политических убеждений: «Чиновники организационных отделов должны придерживаться установки на справедливость, соблюдать принципы при назначениях персонала, равно относиться к людям», — сказал Чжао Лэцзи.
Утверждается, что он на протяжении многих лет знал семью Си Цзиньпина. Считается доверенным лицом того и ближайшим соратником, его выдвиженцем в посткоме Политбюро.

…Возглавлял орготдел ЦК, то есть ведал кадровыми вопросами в первой администрации Си Цзиньпина. Он связан с двумя провинциями — Цинхай (где родился и был партсекретарем с 2003 по 2007 год) и Шэньси (откуда родом его родители и которую он возглавлял с 2007 по 2012 год). Обстоятельства его карьеры уникальны. Обычно Компартия не назначает руководителями провинций людей, имеющих в ней корни, чтобы избежать кумовства, так что путь главы ЦКПД говорит о большом доверии к нему. Чжао Лэцзи — видный член «Шэньсийской группировки», считающейся одной из опор нынешнего генсека. Отец Си Цзиньпина сам происходит из Шэньси, и, по слухам, родители политиков дружили между собой.
10 марта 2023 года на 1-й ежегодной сессии Всекитайского собрания народных представителей 14-го созыва избран Председателем Постоянного комитета ВСНП.